# Martha Elvira Soto Franco
Martha Elvira Soto Franco  (* 20. Jahrhundert) ist eine kolumbianische Investigativjournalistin.

## Tätigkeit
Soto Franco studierte an der Universidad de La Sabana. An der Päpstlichen Universität Xaveriana machte sie einen Master in Politikwissenschaften und Internationale Beziehungen. Seit 1994 arbeitet sie für die Zeitung El Tiempo. Als Journalistin befasst sie sich mit Korruption, Drogenhandel und Paramilitär in Kolumbien. Sie gewann 14 Journalistenpreise und lehrte an verschiedenen Universitäten.

## Schriften
- El poder para ¿qué?: las plantaciones de palma africana, los regímenes del terror, el cartel de la gasolina, empresas e inversiones, cultivos de coca. Bogotá: Intermedio Ed., 2007.
- La viuda negra. Bogotá: Intermedio Editores, 2013.
- Los caballos de la cocaína. Bogotá: Intermedio Editores, 2014.
- El renacimiento de Natalia Ponce de León: itinerario de una vida que venció a la barbarie. Bogotá: Intermedio, 2015.
- Velásquez, el retador del poder. Bogotá: Intermedio, 2016.
- Los goles de la cocaína: lo que nadie sabe sobre las más recientes jugadas del narcotráfico en el fútbol colombiano. Bogotá: Intermedio, 2017.
- Narcojet: cocaína para el mundo en aviones de lujo. Bogotá: Aguilar, 2018.